# イジらないで、長瀞さん
『イジらないで、長瀞さん』（イジらないで、ながとろさん）は、ナナシによる日本の漫画作品。元々は2011年8月16日から2015年12月25日にかけてpixivで「長瀞さん」シリーズとして公開していた作品。2017年11月7日から2024年7月23日まで『マガジンポケット』にて連載された。2022年6月時点で電子版を含めた累計発行部数は230万部を突破している。メディアミックスとして、2021年と2023年にテレビアニメが放送された。

## あらすじ
八王子直人は、ある日の放課後、偶然立ち寄った図書室で、ドSな後輩・長瀞に目を付けられる。それ以来、八王子は長瀞に弄られたりからかわれたりする破目になってしまうのだが、次第に彼女のことが気になり始める。

## 登場人物
声の項はテレビアニメ版の担当声優。誕生日・身長・スリーサイズは単行本8巻特装版特典の小冊子が出典。

### 主要人物
センパイ / 八王子 直人（はちおうじ なおと） 
声 - 山下大輝
誕生日 - 5月10日 / 身長 - 176センチメートル
本作の主人公。おとなしい性格の先輩。風早高校2年生。美術部所属。天然パーマで眼鏡を掛けており、身長は高めだが痩せ型。運動は苦手でマラソンは周回遅れをするほど。趣味で漫画を描いている。
長瀞からは、図書室での出会いから学年が上だったことから「センパイ」と呼ばれている。静物画が好き。
趣味で描いた漫画を、偶然にも女子たちに見られてしまったことから、長瀞に頻繁にちょっかいをかけられるようになっており、しばらくは悩みの種だったものの、これまでの人生で他人から謗られるのとは違って、長瀞と関わるのは嫌じゃないと思っている。
長瀞とは携帯電話の連絡先を交換している
長瀞と過ごしている内、信頼よりの好意を抱いている節がある。
眼鏡からコンタクトに変える。
長瀞 早瀬（ながとろ はやせ）
声 - 上坂すみれ / 黒沢ともよ（2019年PV）
誕生日 - 4月1日 / 身長 - 150センチメートル / スリーサイズ - 76/56/82。好きな映画は吸血鬼もの。八重歯が尖っている自覚がある。辛いものが好き。
本作のヒロイン。風早高校1年C組。
センパイをイジってからかうことが好きだが、あくまで気に入った相手（センパイ）に対してドSキャラを演じているだけ。実際には後述の「長瀞フレンズ」とは正反対の常識人である。
運動が得意で水泳部の助っ人として活動しており、競泳水着で隠れている部分以外は日焼けしている。姉・岬（みさき、声 - 南條愛乃）、兄・大河（たいが）の3きょうだいである。センパイに対する過激な行動が目立つが、それと裏腹に他人がセンパイに色目や悪口、気安く触れたりすると物凄い形相で睨み付ける。物語が進むにつれてセンパイに好意を持ち始めたような描写が増え、自分の行動がやりすぎと感じた時は素直に謝るなど常識的な面を持ち合わせている。
センパイとのやり取りの後、別れた後で赤面しながら反省する描写が多々ある。
基本的にセンパイ以外の異性に興味はなく、自分目当てで近付いた男子に対して無関心かつ冷淡な態度で追い払うなど、他者に対するリアクションがはっきりしている。
ウィスキーボンボンで酔ってしまっている。
子供のころは柔道に打ち込んでおり、自分でも強かったと自負しているが、同じ道場で「弱い」と思っていた折原に敗れたことから自信を失い柔道から離れる。校内の柔道大会の対戦相手として折原と再会した時、彼女はオリンピック候補になっており、柔道から逃げた自分との差を感じて弱気になっていた。けれどセンパイの励ましもあって柔道への熱意を取り戻す。折原との試合は善戦の末に敗れはしたが、この悔しさを糧に折原へのリベンジを誓い、柔道部に入部する。

### 長瀞フレンズ
長瀞と同じクラスの3人の親友。長瀞と共にセンパイをいじるが、そのノリは時に長瀞以上に激しくなるため、センパイに「長瀞フレンズ」と呼ばれ恐れられている。3人とも初登場は第1話だが、顔がはっきりと描かれたのはガモちゃんとヨッシーは第11話から、桜は第27話からである。
蒲生 まき（がもう まき） / ガモちゃん
声 - 小松未可子
誕生日 - 6月15日 / 身長 - 168センチメートル / スリーサイズ - 90/60/87
セミロングの少女。センパイのみならず長瀞もイジって楽しんでいる。実家は格闘道場「GAMOU Fighting Gym」で、自身も格闘技を得意としており、長瀞と一緒に柔道部に入部する。
ヨッシー
声 - 鈴木愛奈
誕生日 - 11月23日 / 身長 - 160センチメートル / スリーサイズ - 86/61/85
ツインテールの少女。本名は不明。長瀞やガモちゃんの発言に乗じて、単語のみを発する形で合いの手を入れることが多い。しかし、一人のときはおとなしい。俊足。動物好きで犬を飼っている。
ゲソピーというイカのキャラクターが好きで集めている。
桜（さくら）
声 - 井澤詩織
誕生日 - 9月4日 / 身長 - 157センチメートル / スリーサイズ - 83/58/84
褐色の肌でウェーブヘアーの少女。
ふわふわした雰囲気の女の子だが、実は少し腹黒。苗字は不明。
食堂でゲームをして騒いでいたグループを追い出すためサークルクラッシャーとして潜り込み、ゲーム部を崩壊させようとした。
その中の一人からストーカー被害を受けたこともあり、ストーカーは長瀞によって撃退された。
ゲーム部の面々とはその後仲直りしたようで、「私のこと大事にしてくれるから」という理由で居座り続け、今は「ゲーム部の姫」となっている。

### その他
部長（ぶちょう）
声 - 水樹奈々
誕生日 - 6月19日 / 身長 - 171センチメートル / スリーサイズ - 108/62/94
センパイが所属する美術部の部長。風早高校3年生。苗字が「須ノ宮」。長瀞のことはネコミミ女と呼んでいる。美術作品を作るのに一番必要なものは「愛」と語る。
従妹の須ノ宮からは「さな姉さん」と呼ばれているが本名は不明。
長瀞達が部室に入り浸っていることを良く思っておらず、美術部を廃部にしようとするが、センパイに対して部の存続の条件として挙げた、文化祭のランキング勝負で敗れたため廃部は撤回となった。
敗者への罰ゲームとしてバニーガールの格好をすることになり、長瀞からは「ウサミミ女」と呼ばれるようになる。
かなりの巨乳の持ち主。自身を題材としたヌードデッサンを度々作成している。
絵画の実力も高く、コンクールでの入選や展覧会での上位入賞経験も豊富。去年の美術部の展示では自身のヌードデッサンを展示して、その横に本人が立つということを行っている。
学校の裏山で、自画像を描くための資料として裸になって写真を撮っていた際にセンパイに全裸を見られても動じていなかった。
須ノ宮 花（すのみや はな）
声 - 鈴代紗弓
部長の卒業後、風早高校の美術部に入部してきた部長の従妹。従姉の部長からは85話幕間以降「ハナ」と呼ばれており、142話で漢字表記も判明した。中学生のころ、八王子と同じ美術部に所属していた。
真面目で礼儀正しい性格で、部長同様絵に対する熱意があり、必要とあらばヌードモデルもするとさえ言っている。
八王子の絵を見て、長瀞のおかげで八王子の絵がカラフルになったことに気付き、八王子と長瀞の仲が進展するように画策する。
折原（おりはら）
声 - 前田佳織里
小学校のころに長瀞の通っていた柔道道場の同門。下の名前は不明。長瀞をライバル視しており、挑んでは負けていたが、徐々に強くなってついには長瀞に勝ち、オリンピック候補になる選手へと成長する一方、この敗戦をきっかけに長瀞は柔道から離れる。
校内の柔道大会の対戦相手として長瀞と再会して、かつてのライバルだった長瀞と熱戦を繰り広げる。最終的に折原が勝ったが、この悔しさを糧に折原へのリベンジを誓った長瀞の柔道部入部のきっかけになる。柔道に関しては真剣だが、柔道を離れれば年相応の明るい性格であり、休憩中は長瀞のコイバナに対してガモちゃんと一緒にいじって楽しんでいる。

## 作品背景
もともと「長瀞さん」というキャラクターは、連載用に制作したキャラクターではなく、pixivに投稿したイラストがもとになっている。インタビューアーから、キャラクターのブレがなく、キャラクターへの強い愛を感じると指摘された際、ナナシは「もしかしたら、深層心理に長いこと住んでいたのかもしれないですね。こういう娘がどこかにいたら面白いなっていう気持ちが、ずっとあったのかもしれない。」と話している。
作品を描く際のナナシの気持ちは長瀞さんとセンパイのどちらかに偏ることはなく、描いている方のキャラクターの気持ちに寄り添っているため、どのやり取りを描いても楽しいとマガポケとのインタビューの中で話している。
一方で、ナナシは万人受けさせるつもりはなく、自分の好きな物を形にしただけであり、メッセージ性はないとしている。

## 書誌情報
- ナナシ 『イジらないで、長瀞さん』 講談社〈講談社コミックス〉、全20巻
  1. 2018年3月9日発売[41]、ISBN 978-4-06-511196-3
  2. 2018年6月8日発売[42]、ISBN 978-4-06-511675-3
    - 特装版 同日発売[43]、ISBN 978-4-06-511990-7

  3. 2018年10月9日発売[44]、ISBN 978-4-06-512176-4
    - 特装版 同日発売[45]、ISBN 978-4-06-513635-5

  4. 2019年2月8日発売[46]、ISBN 978-4-06-514440-4
  5. 2019年6月7日発売[47]、ISBN 978-4-06-515305-5
    - 特装版 同日発売[48]、ISBN 978-4-06-516748-9

  6. 2019年11月8日発売[49]、ISBN 978-4-06-517518-7
    - 特装版 同日発売[50]、ISBN 978-4-06-517519-4

  7. 2020年3月9日発売[51]、ISBN 978-4-06-518517-9
    - 特装版 同日発売[52]、ISBN 978-4-06-518787-6

  8. 2020年7月9日発売[53]、ISBN 978-4-06-520103-9
    - 特装版 同日発売[54]、ISBN 978-4-06-520104-6

  9. 2020年11月9日発売[55]、ISBN 978-4-06-521245-5
    - 特装版 同日発売[56]、ISBN 978-4-06-521249-3

  10. 2021年3月9日発売[57]、ISBN 978-4-06-522644-5
    - 特装版 同日発売[58]、ISBN 978-4-06-522647-6

  11. 2021年8月6日発売[59]、ISBN 978-4-06-524023-6
  12. 2021年12月9日発売[60]、ISBN 978-4-06-526278-8
  13. 2022年4月8日発売[61]、ISBN 978-4-06-527519-1
  14. 2022年8月9日発売[62]、ISBN 978-4-06-528772-9
  15. 2023年1月6日発売[63]、ISBN 978-4-06-530336-8
  16. 2023年5月9日発売[64]、ISBN 978-4-06-531656-6
  17. 2023年9月8日発売[65]、ISBN 978-4-06-532882-8
  18. 2023年12月7日発売[66]、ISBN 978-4-06-533935-0
  19. 2024年4月9日発売[67]、ISBN 978-4-06-535162-8
  20. 2024年8月7日発売[68]、ISBN 978-4-06-536570-0

## テレビアニメ
第1期は2021年4月11日から6月27日までTOKYO MXほかにて放送された。
第2期『イジらないで、長瀞さん 2nd Attack』（イジらないで、ながとろさん セカンドアタック）は2023年1月から3月までTOKYO MXほかにて放送された。

### スタッフ
|                               | 第1期                                 | 第2期                                  |
| ----------------------------- | ------------------------------------- | -------------------------------------- |
| 原作                          | ナナシ                                | ナナシ                                 |
| 監督                          | 花井宏和                              | ウシロシンジ                           |
| シリーズ構成・脚本            | 岸本卓                                | 岸本卓                                 |
| キャラクターデザイン          | 鈴木美咲                              | 鈴木美咲                               |
| プロップデザイン              | 益田賢治                              | 永野佑貴、髙橋優、仁禮多希             |
| 美術監督                      | 市倉敬                                | 白石誠                                 |
| 美術設定                      | 藤瀬智康                              | 白石誠                                 |
| 色彩設計                      | 橋本賢                                | 近藤直登                               |
| 撮影監督                      | 井上洋志                              | 柚木脇達己                             |
| 編集                          | 笠原義宏                              | 後田良樹                               |
| 音響監督                      | 明田川仁                              | 明田川仁                               |
| 音楽                          | 吟                                    | 吟                                     |
| 音楽プロデューサー            | -                                     | 諏訪豊                                 |
| 音楽制作                      | キングレコード                        | キングレコード                         |
| チーフプロデューサー          | 須藤孝太郎、古川慎                    | -                                      |
| プロデューサー                | 諏訪豊、岸田拓磨、亀井博司            | 諏訪豊、岸田拓磨、亀井博司             |
| プロデューサー                | 笹大地                                | 國府田崇裕、永井晶、間取美帆           |
| アニメーション プロデューサー | 徳永智広                              | 井上たかし                             |
| アニメーション制作            | テレコム・アニメーションフィルム      | OLM TEAM INOUE                         |
| 企画協力                      | -                                     | テレコム・アニメーションフィルム       |
| 製作                          | 「イジらないで、長瀞さん」 製作委員会 | 「イジらないで、長瀞さん」2 製作委員会 |

### 主題歌
オープニングテーマには上坂すみれによる楽曲が、エンディングテーマには長瀞さん（上坂すみれ）、ガモちゃん（小松未可子）、ヨッシー（鈴木愛奈）、桜（井澤詩織）によるキャラクターソングがそれぞれ使用される。
「EASY LOVE」
第1期オープニングテーマ。作詞は上坂と森月キャス、作曲は丸山真由子、編曲は日比野裕史と渡辺徹。
「カラフル・キャンバス」
第1期エンディングテーマ。作詞・作曲は金子麻友美、編曲は久下真音。
第6話では、吟の編曲によるインストゥルメンタル版を使用。
「LOVE CRAZY」
第2期オープニングテーマ。作詞はヨシダタクミ、作曲・編曲はKoTa。
「MY SADISTIC ADOLESCENCE♡」
第2期エンディングテーマ。作詞はKijibato、Cocoro、作曲・編曲はKijibato。

### 各話リスト

#### 第1期
| 第1話  | センパイって、ちょっと...                               | 花井宏和         | 松村樹里亜          | 広中千恵美 早乙女啓 藤澤俊幸                                                     | 鈴木美咲   | 2021年 4月11日 |
| 第1話  | センパイって怒らないんですか？                          | 花井宏和         | 松村樹里亜          | 広中千恵美 早乙女啓 藤澤俊幸                                                     | 鈴木美咲   | 2021年 4月11日 |
| 第2話  | センパイの願望が叶いましたね!!                          | 花井宏和         | 花井宏和            | 高須美野子 谷野美穂 藤澤俊幸                                                     | 鈴木美咲   | 4月18日        |
| 第2話  | ちっす、センパイっ！                                    | 花井宏和         | 花井宏和            | 高須美野子 谷野美穂 藤澤俊幸                                                     | 鈴木美咲   | 4月18日        |
| 第3話  | またやりましょうね、センパイっ                          | ユキヒロマツシタ | 土屋康郎            | 西田美弥子 島崎知美 大西陽一                                                     | 高須美野子 | 4月25日        |
| 第3話  | センパーイ、こっちこっち〜                              | ユキヒロマツシタ | 土屋康郎            | 西田美弥子 島崎知美 大西陽一                                                     | 高須美野子 | 4月25日        |
| 第4話  | センパイ、顔真っ赤っスよ〜？                            | 大地丙太郎       | 今泉竜太 粂田佳之   | 今泉竜太 宇津木勇 加藤義貴 谷口繁則 平野翔 迎千葉瑠 森谷春樹 山本道隆 渡辺一平太 | 鈴木美咲   | 5月2日         |
| 第4話  | センパイは、もうちょっと.....                           | 大地丙太郎       | 今泉竜太 粂田佳之   | 今泉竜太 宇津木勇 加藤義貴 谷口繁則 平野翔 迎千葉瑠 森谷春樹 山本道隆 渡辺一平太 | 鈴木美咲   | 5月2日         |
| 第5話  | センパイのもこもこ                                      | 矢野雄一郎       | 鈴木勇真 外山草     | 柏木信弘 能地清 前田義宏 鞠野黄英 森田実 山口保則 イーストフィッシュスタジオ     | 高須美野子 | 5月9日         |
| 第5話  | センパイ、ゴチっス!!                                    | 矢野雄一郎       | 鈴木勇真 外山草     | 柏木信弘 能地清 前田義宏 鞠野黄英 森田実 山口保則 イーストフィッシュスタジオ     | 高須美野子 | 5月9日         |
| 第6話  | センパイ、ちょろ過ぎる〜♡                               | 鈴木薫 花井宏和  | 鈴木薫              | 藤澤俊幸 黒長直子 大野勉 早乙女啓 山末有妃 早川加寿子 三浦伊織 CHOI YOONMI       | -          | 5月16日        |
| 第6話  | センパイ！海、行きましょうー！                          | 鈴木薫 花井宏和  | 鈴木薫              | 藤澤俊幸 黒長直子 大野勉 早乙女啓 山末有妃 早川加寿子 三浦伊織 CHOI YOONMI       | -          | 5月16日        |
| 第7話  | センパイ、お祭り行きませんか？                          | 高林久弥         | 高林久弥            | 谷野美穂 広中千恵美 島崎知美                                                     | 高須美野子 | 5月23日        |
| 第7話  | デートみたいっすね、センパイ♡                           | 高林久弥         | 高林久弥            | 谷野美穂 広中千恵美 島崎知美                                                     | 高須美野子 | 5月23日        |
| 第7話  | 帰りましょう、センパイ                                  | 高林久弥         | 高林久弥            | 谷野美穂 広中千恵美 島崎知美                                                     | 高須美野子 | 5月23日        |
| 第8話  | 意外と楽しいかもしれないっスね、元センパイ♡             | 矢野雄一郎       | 江副仁美            | 藤澤俊幸 大西陽一 西田美弥子                                                     | 鈴木美咲   | 5月30日        |
| 第8話  | じゃんけんしましょう、センパイ!!                        | 矢野雄一郎       | 江副仁美            | 藤澤俊幸 大西陽一 西田美弥子                                                     | 鈴木美咲   | 5月30日        |
| 第9話  | センパイはムッツリだし!!                                | ユキヒロマツシタ | 粂田佳之 黒田晃一郎 | 谷口繁則 迎千葉瑠 森谷春樹 渡辺一平太                                            | 高須美野子 | 6月6日         |
| 第9話  | キモキモセンパイが まともにデート出来るわけ無いっしょ!! | ユキヒロマツシタ | 粂田佳之 黒田晃一郎 | 谷口繁則 迎千葉瑠 森谷春樹 渡辺一平太                                            | 高須美野子 | 6月6日         |
| 第10話 | センパイって体、硬そーですよねぇ                        | 大地丙太郎       | 長岡義孝            | 藤澤俊幸 早乙女啓 黒長直子                                                       | 鈴木美咲   | 6月13日        |
| 第10話 | やってやりますよ、センパイ!!                            | 大地丙太郎       | 長岡義孝            | 藤澤俊幸 早乙女啓 黒長直子                                                       | 鈴木美咲   | 6月13日        |
| 第11話 | センパイはどう思ってんスか？                            | 戸張節五郎       | 鈴木勇真            | 広中千恵美 大西陽一 日影工房                                                     | 高須美野子 | 6月20日        |
| 第11話 | 素直じゃないんだからー、センパイはー♡                   | 戸張節五郎       | 鈴木勇真            | 広中千恵美 大西陽一 日影工房                                                     | 高須美野子 | 6月20日        |
| 第12話 | 非モテはぐフナセンパイにも ついに春が到来っスか〜？     | 花井宏和         | 花井宏和            | 藤澤俊幸 早乙女啓 西田美弥子 山口ひびき 森慶彦 黒長直子                          | 鈴木美咲   | 6月27日        |
| 第12話 | 愛とか言われちゃってますよぉセンパーイ？                | 花井宏和         | 花井宏和            | 藤澤俊幸 早乙女啓 西田美弥子 山口ひびき 森慶彦 黒長直子                          | 鈴木美咲   | 6月27日        |

#### 第2期
| 第1話  | センパイと私の仲なんスから〜               | ウシロシンジ     | 髙橋優     | 吉田満智子                                                               | 永野佑貴 一居一平 | 2023年 1月8日 |
| 第2話  | センパイのお誘いっスか!?                   | 柘植孝           | 藤田健太郎 | 趙雅羅 成元鎔                                                            | 永野佑貴 一居一平 | 1月15日       |
| 第3話  | センパイ…さっきの…聞いてました…？          | 中川聡           | 布施康之   | Lee Seongjae Cho Eungyeong                                               | 永野佑貴 一居一平 | 1月22日       |
| 第4話  | 上がってってくれたまえよ センパイ君♡       | ユキヒロマツシタ | 島崎奈々子 | 加藤壮 髙橋優 洪範錫 竹内昭                                              | 永野佑貴 一居一平 | 1月29日       |
| 第5話  | ここがセンパイの部屋っスかー               | 関谷真実子       | 真野玲     | 趙雅羅 成元鎔                                                            | 永野佑貴 一居一平 | 2月5日        |
| 第6話  | さあセンパイの今年の運勢は～？             | 川石テツヤ       | 三橋和弥   | 吉田満智子 杉山直輝                                                      | 永野佑貴 一居一平 | 2月12日       |
| 第7話  | センパイの滑りってやっぱそんな感じなんスね | もりたけし       | 布施康之   | Lee Seongjae Cho Eungyeong                                               | 永野佑貴 一居一平 | 2月19日       |
| 第8話  | パイセンさ ちょーっと体鍛えてみねぇ？      | ユキヒロマツシタ | 真野玲     | 趙雅羅 成元鎔                                                            | 永野佑貴 一居一平 | 2月26日       |
| 第9話  | センパイが一勝でもできたら…ね              | 川石テツヤ       | 濱崎徹     | 栗原基樹 高村遼太郎 田中翼 細田沙織 Triple A reboot                      | 永野佑貴 一居一平 | 3月5日        |
| 第10話 | 八王子先輩には大変お世話になりました       | もりたけし       | 布施康之   | Lee Seongjae Jeong Eunhui Cho Hyejeong Kim Juno Song Jinyeong Lee Jaemin | 永野佑貴 一居一平 | 3月12日       |
| 第11話 | センパイは私がいなくて寂しくないっスか…？  | 関谷真実子       | 真野玲     | 趙雅羅 成元鎔                                                            | 永野佑貴 一居一平 | 3月19日       |
| 第12話 | じゃあ…本番にふさわしいことしちゃいます？  | 柘植孝           | 髙橋優     | 加藤壮 杉山直輝                                                          | 永野佑貴 一居一平 | 3月26日       |

### 放送局
| 放送期間                | 放送時間                     | 放送局   | 対象地域   | 備考                                          |
| ----------------------- | ---------------------------- | -------- | ---------- | --------------------------------------------- |
| 2021年4月11日 - 6月27日 | 日曜 1:00 - 1:30（土曜深夜） | TOKYO MX | 東京都     |                                               |
|                         |                              | BS11     | 日本全域   | BS放送 / 『ANIME+』枠                         |
|                         | 日曜 2:38 - 3:08（土曜深夜） | 毎日放送 | 近畿広域圏 | 製作参加 / 字幕放送 / 『アニメシャワー』第2部 |
|                         | 日曜 22:00 - 22:30           | AT-X     | 日本全域   | CS放送 / 字幕放送 / リピート放送あり          |

| 配信開始日    | 配信時間                     | 配信サイト |
| ------------- | ---------------------------- | --- |
| 2021年4月11日 | 日曜 1:00（土曜深夜） 更新   | Amazon Prime Video DMM.com FOD GYAO!ストア クランクイン！ビデオ ココロビデオ Rakuten TV |
| 2021年4月17日 | 土曜 0:00（金曜深夜） 更新   | dアニメストア （本店・ニコニコ支店・for Prime Video） |
| 2021年4月18日 | 日曜 1:00（土曜深夜） 更新   | ABEMA dTV Hulu Netflix U-NEXT アニメ放題 バンダイチャンネル TELASA J:COMオンデマンド メガパック milplus スマートパスプレミアム スゴ得コンテンツ ひかりTV ひかりTV for docomo ビデオマーケット ふらっと動画 ニコニコチャンネル バンダイチャンネル ムービーフルPlus HAPPY!動画 music.jp TSUTAYA TV PNSビデオストア YouTube |
|               | 日曜 1:00 - 1:30（土曜深夜） | ニコニコ生放送 |

| 放送期間                | 放送時間                     | 放送局   | 対象地域   | 備考                                          |
| ----------------------- | ---------------------------- | -------- | ---------- | --------------------------------------------- |
| 2023年1月8日 - 3月26日  | 日曜 1:00 - 1:30（土曜深夜） | TOKYO MX | 東京都     |                                               |
|                         |                              | BS11     | 日本全域   | BS放送 / 『ANIME+』枠                         |
|                         | 日曜 2:38 - 3:08（土曜深夜） | 毎日放送 | 近畿広域圏 | 製作参加 / 字幕放送 / 『アニメシャワー』第2部 |
| 2023年1月10日 - 3月28日 | 火曜 22:00 - 22:30           | AT-X     | 日本全域   | CS放送 / 字幕放送 / リピート放送あり          |
| 2023年1月11日 - 3月29日 | 水曜 0:30 - 1:00（火曜深夜） | BS日テレ | 日本全域   | BS放送 / 『アニメにむちゅ〜』枠               |

| 配信開始日   | 配信時間                     | 配信サイト |
| ------------ | ---------------------------- | --- |
| 2023年1月8日 | 日曜 1:00 - 1:30（土曜深夜） | ABEMA |
|              | 日曜 1:00（土曜深夜） 更新   | dアニメストア（本店・ニコニコ支店・for Prime Video） |
|              | 日曜 12:00 以降順次更新      | Amazon Prime Video DMM TV dTV Hulu MBS動画イズム U-NEXT アニメ放題 バンダイチャンネル TELASA J:COMオンデマンド milplus auスマートパスプレミアム ビデオマーケット ふらっと動画 Tver GYAO! ニコニコ生放送 GYAO!ストア Rakuten TV クランクイン！ビデオ ニコニコチャンネル ひかりTV ムービーフルPlus HAPPY!動画 YouTube music.jp |

| 配信開始日    | 配信時間                     | 配信サイト |
| ------------- | ---------------------------- | --- |
| 2023年1月8日  | 日曜 1:30 - 2:00（土曜深夜） | ABEMA |
| 2023年1月14日 | 土曜 1:00（金曜深夜） 更新   | dアニメストア（本店・ニコニコ支店・for Prime Video） |
| 2023年1月15日 | 日曜 12:00 以降順次更新      | Amazon Prime Video DMM TV dTV Hulu MBS動画イズム U-NEXT アニメ放題 バンダイチャンネル TELASA J:COMオンデマンド milplus auスマートパスプレミアム ビデオマーケット ふらっと動画 Tver GYAO! ニコニコ生放送 GYAO!ストア Rakuten TV クランクイン！ビデオ ニコニコチャンネル ひかりTV ムービーフルPlus HAPPY!動画 YouTube music.jp |

### BD
| 巻 | 発売日        | 収録話          | 規格品番    |
| -- | ------------- | --------------- | ----------- |
| 1  | 2021年5月26日 | 第1話 - 第3話   | KIZX-445/6  |
| 2  | 2021年6月23日 | 第4話 - 第6話   | KIZX-447/8  |
| 3  | 2021年7月28日 | 第7話 - 第9話   | KIZX-449/50 |
| 4  | 2021年8月25日 | 第10話 - 第12話 | KIZX-451/2  |

| 巻 | 発売日        | 収録話          | 規格品番   |
| -- | ------------- | --------------- | ---------- |
| 1  | 2023年3月8日  | 第1話 - 第3話   | KIZX-566/7 |
| 2  | 2023年4月5日  | 第4話 - 第6話   | KIZX-568/9 |
| 3  | 2023年5月10日 | 第7話 - 第9話   | KIZX-570/1 |
| 4  | 2023年6月7日  | 第10話 - 第12話 | KIZX-572/3 |

### Webラジオ
第1期に合わせて、長瀞さん役の上坂すみれとヨッシー役の鈴木愛奈によるWebラジオ『上坂すみれ×鈴木愛奈のTVアニメ「イジらないで、長瀞さん」らじお〜イジらじ！〜』が、2021年2月12日よりYouTubeにて隔週金曜22時に配信。主題歌「暴走アグレッション」は、長瀞さん（上坂すみれ）・ガモちゃん（小松未可子）・ヨッシー（鈴木愛奈）・桜（井澤詩織）による楽曲で、作詞・作曲・編曲を鈴木裕明が手掛けている。
第2期に合わせて上坂と鈴木によるWebラジオ第2期『『上坂すみれ×鈴木愛奈のTVアニメ「イジらないで、長瀞さん」らじお〜イジらじ！2nd Attack〜』が2023年1月8日よりYouTubeにて配信中。主題歌は、長瀞さん（上坂すみれ）・ガモちゃん（小松未可子）・ヨッシー（鈴木愛奈）・桜（井澤詩織）による「After School Easy Go」が使用され、作詞・作曲・編曲を鶴﨑輝一が手掛けている。

## 各種コラボレーション企画等
- 2021年5月28日より、アニメ「乙女ゲームの破滅フラグしかない悪役令嬢に転生してしまった…X」と「先輩がうざい後輩の話」とコラボすることが明らかになった。本作品を代表して「長瀞さん」と各作品の主人公が登場する4コマ漫画とCMが展開された。4コマ漫画は「プロジェクト東京ドールズ -忘却のイミテーション・ドール-」などの作画を担当したBcocaによるもので、作品の公式サイトおよびSNSにて毎月1本・全6本を順次アップ予定。コラボCMでは各々の作品を別のキャラクターが担当するものであった[81][82]。
- 2021年9月15日から9月29日まで、DMM GAMESがサービス提供しているオンラインゲーム「りっく☆じあ～す」でコラボイベントが開催された。コラボ限定プレイアブルユニットとして、「長瀞さん」が入手できた。また、公式Twitterをフォローした上で応募用ツイートをリツイートすることで、担当声優である上坂すみれの直筆サイン入り色紙を抽選で2名にプレゼントする企画も行われた[83]。
- 2023年7月14日から8月13日にかけて、横須賀市観光協会とのコラボレーション企画「スペシャルイベント開催記念♥スタンプラリー TVアニメ『イジらないで、長瀞さん』 in YOKOSUKA 」が行われた。これは、横須賀市文化会館で行われるスペシャルイベント開催（8月13日）に合わせたものである。横須賀市観光案内所（若松町）をはじめとする横須賀市の中央地区、衣笠地区、久里浜地区にある13店舗に等身大キャラクターパネルを設置し、500円（税込み）以上の買い物をすることでスタンプ1個とオリジナルステッカーを全5種のうちランダムで1枚プレゼントされる。スタンプを集めた数に応じて、キャストサイン入りポスターが5名に当たる抽選に応募できる（4個で1口、7個で2口、13個で3口に相当、応募は1人1回まで）。また、同企画と並行してH.B.M GALLERY / HBM RELUXとのコラボレーションも行われた。グッズは横須賀市観光案内所にて販売された[84][85]。